# Podžánry fantasy

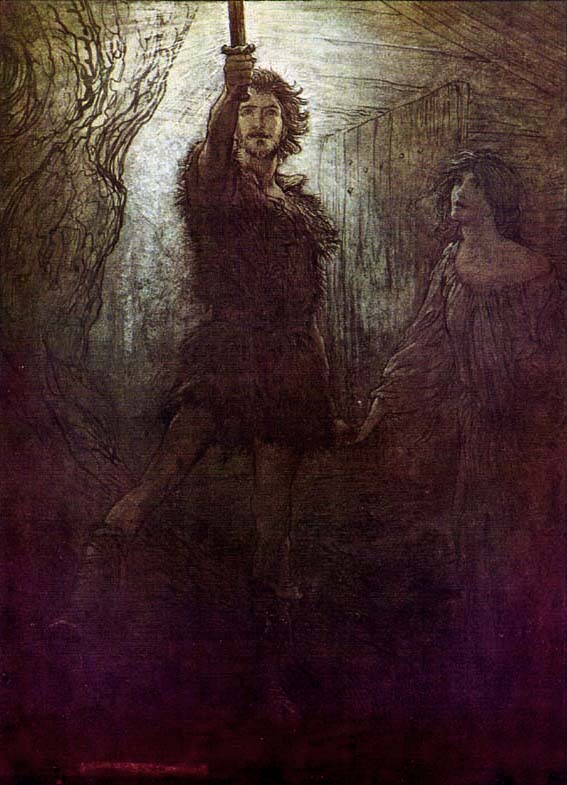
Stereotypní obrázek fantasy

Fantasy se rozděluje na mnoho podžánrů, z nichž některé nemají přímé protějšky v mýtech nebo folklóru, na kterých je fantasy založeno. Zároveň se prolíná s jinými literárními žánry jako je science fiction a horor. Málo děl lze řadit pouze do jednoho podžánru.

## Alternativní historie
Na rozdíl od historické fantasy obsahuje tento žánr jasnější reference na skutečnou minulost.
- Philip Pullman – Zlatý kompas
- Susanna Clarková – Jonathan Strange & pan Norrell

## Současná fantasy
Tento žánr tvoří příběhy v světě velmi blízkém naší realitě v současnosti, kde příběh odkrývá existenci magie nebo magických bytostí jako jsou upíři či nesmrtelní. Tyto skutečnosti bývají běžným obyvatelům daného světa skryté, jinak se jedná o alternativní historii. Tento žánr se často soustředí na městské prostředí a je pak nazýván urban fantasy.
- J. K. Rowlingová – Harry Potter
- Peter V. Brett – Tetovaný
- Neil Gaiman – Nikdykde
- China Miéville – Král Krysa
- Tony DiTerlizzi, Holly Blacková – Kronika rodu Spiderwicků
- Jim Butcher – Harry Dresden
- Sergej Lukjaněnko – Noční hlídka, Denní hlídka, ...
- Rick Riordan – Percy Jackson a Olympané

## Mytická fantasy
Tímto termínem bývá označována fantasy současného světa založené na tématech, symbolech a archetypech z mýtů a folklóru.
- Charles de Lint – Zelený plášť
- Robert Holdstock – Les mytág
- Neil Gaiman – Američtí bohové

## Steampunk
Steampunk je forma historické fantasy nebo alternativní historie zasazená často do viktoriánské doby založená na silných prvcích parní technologie.

## Vznešená fantasy
Vznešená fantasy nazývaná též hrdinská či epická fantasy tvoří epické příběhy většinou o boji dobra a zla ve fantasy světě, který je nezávislý či paralelní tomu našemu. Je kladen důraz na morální rozdělení, u kterého většinou není možné žádné relativizování a je vytvářen propracovaný „druhotný svět“ včetně historie, rodokmenů a jazyků.
- J. R. R. Tolkien – Pán prstenů
- David Eddings – Pěšec proroctví
- Robert Jordan – Kolo času
- E. R. Eddison – Červ Ouroboros
- Steven Erikson – Malazská kniha padlých

## Historická fantasy
Historická fantasy se vyznačuje menšími prvky magie a fantastických prvků, svět, ve kterém se příběh odehrává, má povětšinou blízko skutečnému středověku a starověku a lze zde nalézt reference na skutečné historické události a osoby. Časté jsou motivy převzaté z artušovské romance (T. H. White – Někdejší a budoucí král)
- George R. R. Martin – Píseň ledu a ohně
- Guy Gavriel Kay – Tigana
- John Flanagan – Hraničářův učeň

## Meč a magie
Fantasy meče a magie založená Robertem E. Howardem a jeho Barbarem Conanem se na rozdíl od vznešené fantasy soustředí především na fyzickou akci a napětí, naopak méně na epiku a morální pozadí příběhu.
- R. E. Howard – Barbar Conan
- Michael Moorcock – Elrik
- Fritz Leiber – Fahfrd a Šedý Myšilov

## Komická fantasy
Komická fantasy se zabývá především komikou a satirou. Nejsou zde nutně dodržována žánrová omezení, přestože prostředí je často blízké vysokému fantasy.
- Terry Pratchett – série Zeměplocha
- John Morressy – série Kedrigern
- Piers Anthony – Chameleon a zaklínadlo
- Robert Asprin – Další prima mýtus

## Dark fantasy
Dark fantasy tvoří většina hororů s nadpřirozenými prvky a bytostmi jako upíři, vlkodlaci a mumie, tak fantasy s množstvím krutých a démonických prvků.
- H. P. Lovecraft – V horách šílenství
- Anne Rice – Upíří kroniky
- William King – série Terrarchové
- Petra Neomillnerová – Nakažení

## Pohádková fantasy
Pohádková fantasy je inspirována především folklórem a běžně užívá jeho motivy, částečně souvisí s žánrem autorské pohádky a převyprávěním klasických pohádek. Často jsou ignorovány standardy „budování světa“ přestože samotné prostředí může být blízké vysoké či historické fantasy. Většinou je zaměřena na dětské čtenáře, rovněž hrdinové jsou obvykle dětského věku. Věku čtenáře je obvykle přizpůsobena míra násilí, chybí sexuální scény aj.
- Rick Riordan – Percy Jackson
- C. S. Lewis – Letopisy Narnie
- Gerald Durrell – Mluvící balík
- Lewis Carroll – Alenka v říši divů
- L.F. Baum – Čaroděj ze země Oz
- Michael Ende – Nekonečný příběh
- Karel Antonín – Menšíčkova evančická dobrodružství

## Science fantasy
Science fantasy stojí na pomezí sci-fi a fantasy, jsou obsaženy prvky jako kosmické lety a laserové zbraně, ale zároveň magie či jiná forma nadpřirozena a postavy spadají pod žánrové archetypy fantasy. Příběhy podobné žánru „meč a magie“ jsou nazývány „meč a planeta“, což souvisí se širším žánrem planetární romance typickým sériemi Barsoom a Amtor od Edgara Rice Burroughse.
- Marion Zimmer Bradley – série Darkover
- Jack Vance – Umírající země
- Anne McCaffrey – série Pern

- série Hvězdné války
- série Warhammer 40.000

série Leviatan